# Puits de 1584
Le puits de 1584, aujourd'hui condamné, est un monument historique situé à Colmar, dans le département français du Haut-Rhin.

## Localisation
Il se situe place des Dominicains à Colmar.

## Historique
De chaque côté du puits est inscrit une date :
- 1584 : date de sa construction;
- 1904 : date de sa remise en état[1],[2].

Le monument actuellement présent est une copie, placé ici en 1988.
Le puits fait l'objet d'une inscription au titre des monuments historiques depuis le 28 juin 1937.

## Architecture

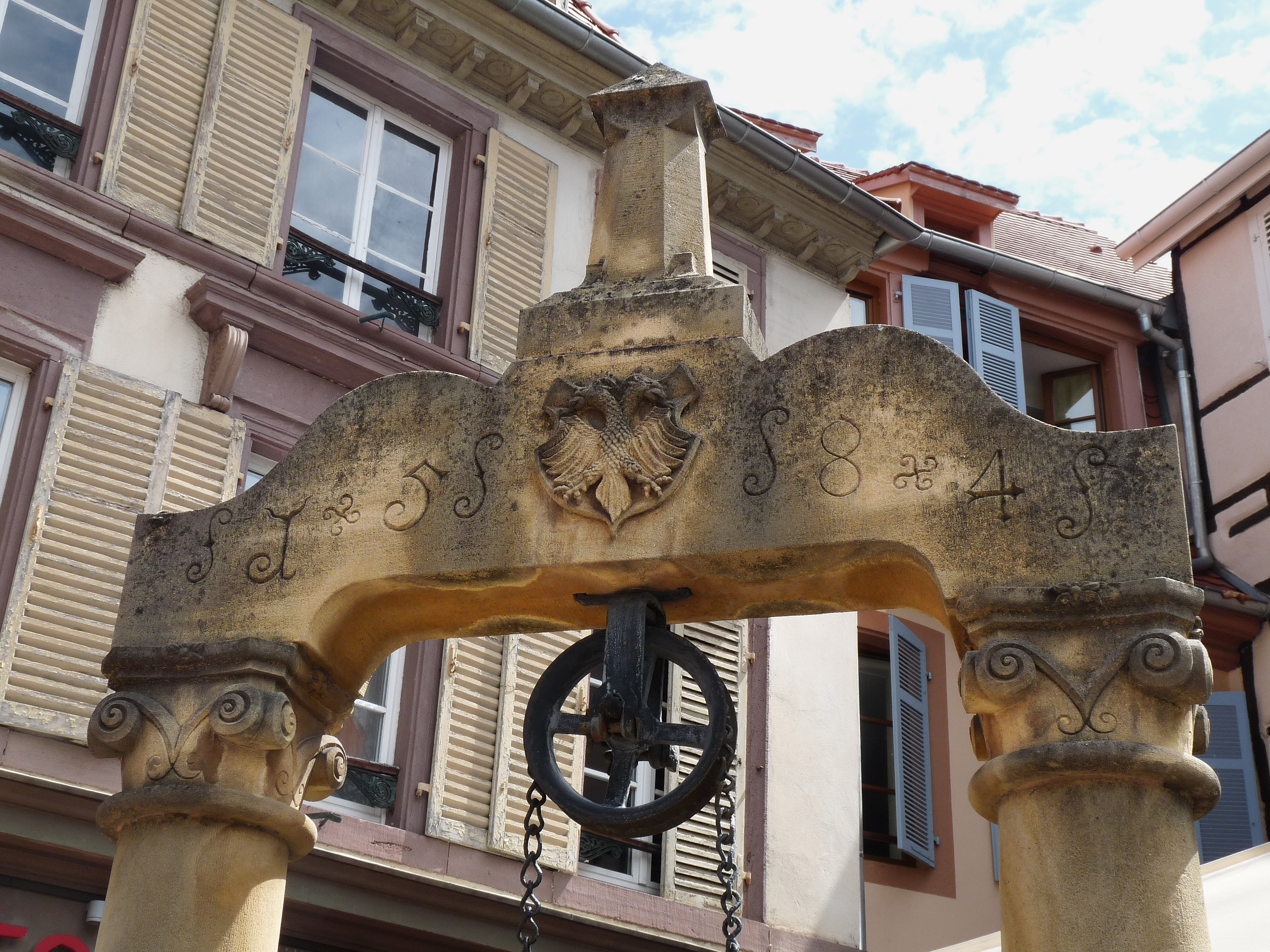
L'autre face avec la date de 1584.

Il est orné d'une aigle bicéphale sculptée et figurant dans un écusson.